# ベイランズ自然保護区

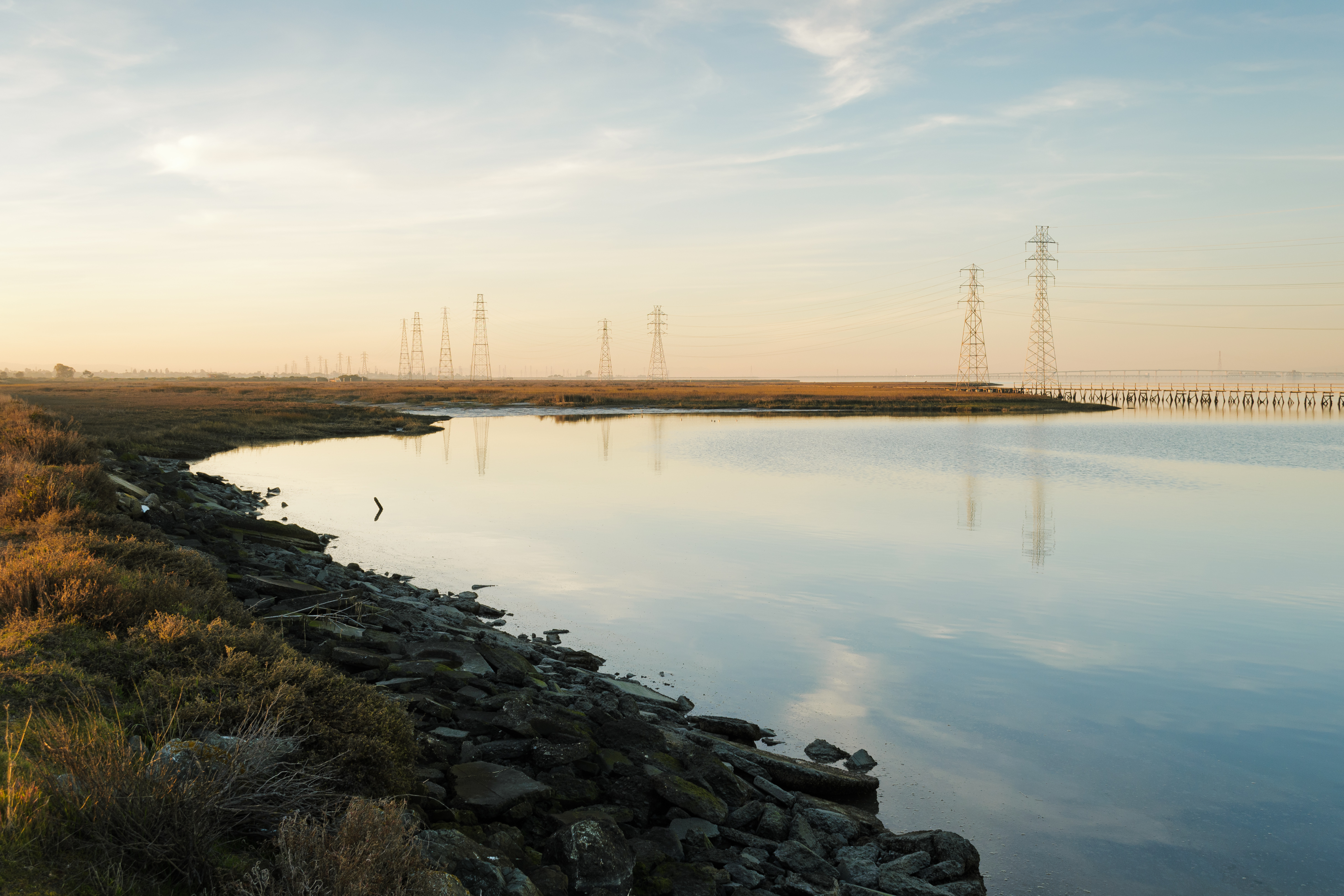
ベイランズ自然保護区

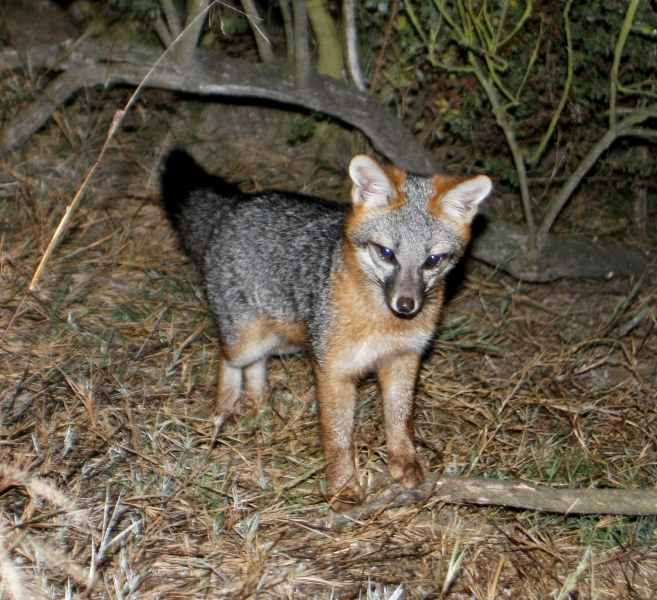
カリフォルニア州のパロアルト・ベイランズのハイイロギツネの仔

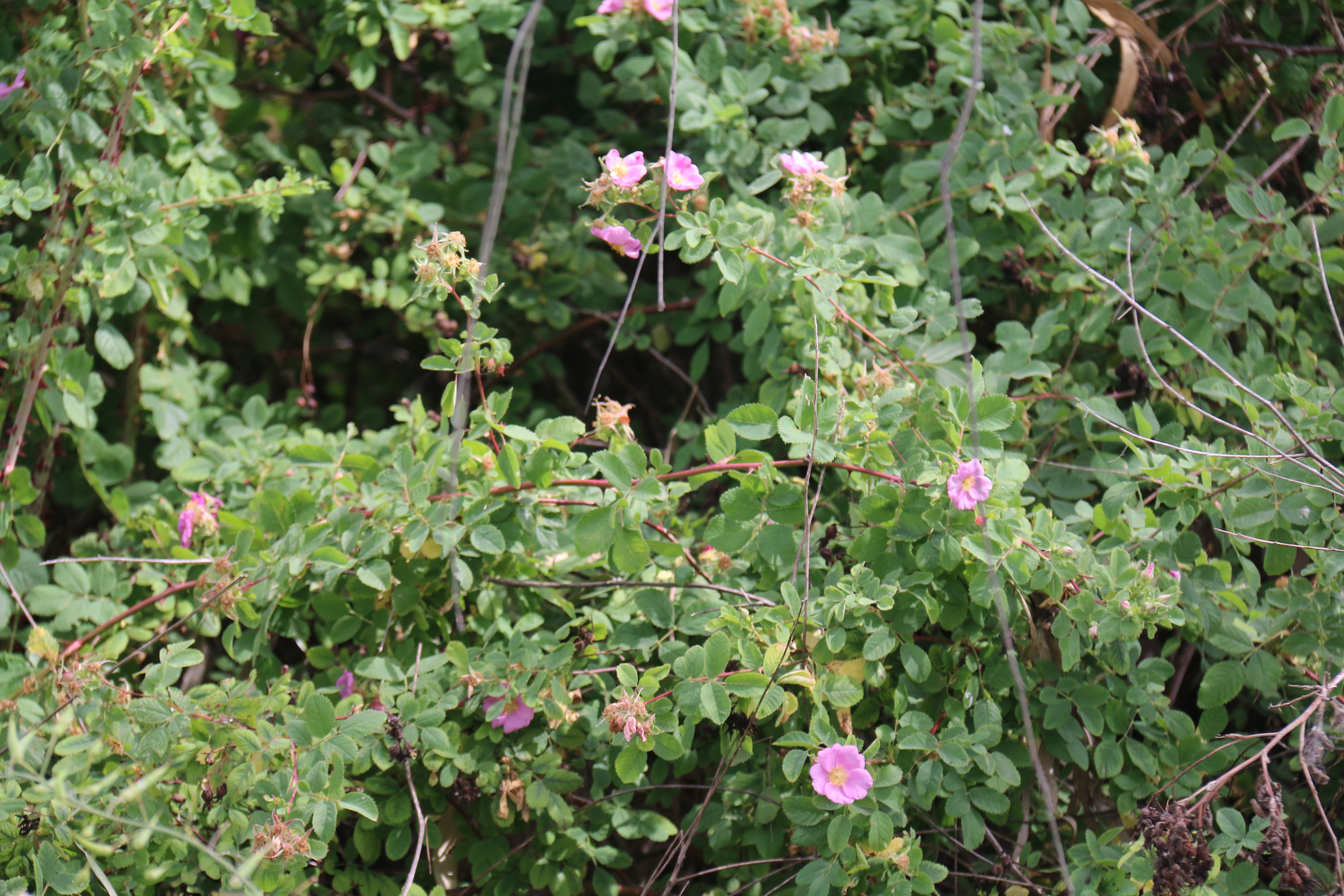
棘のあるロサ・カリフォルニカに守られた、マタデロ川沿いのパロアルト・ベイランズのハイイロギツネの巣

公式にはベイランズ自然保護区（Baylands Nature Preserve）として知られるパロアルト・ベイランズ自然保護区（Palo Alto Baylands Nature Preserve）はサンフランシスコ湾に残された、手付かずの湿地帯の最大の広がり。24キロメートル (15 mi)の多用途の小道が、海水と淡水の生息地の独特の混合物へのアクセスを提供している。保護区はパロアルトとイーストパロアルトに7.85平方キロメートル (1,940エーカー)に渡って広がり、アメリカ合衆国カリフォルニア州パロアルト市が所有している。本保護区は海岸を利用する渡り鳥にとって重要な生息地であるとともに、合衆国西海岸で最良のバードウォッチング場所の一つと考えられている。

## 地理
パロアルト・ベイランズはサンタクララ郡の北緯37度27分35秒 西経122度06分23秒 / 北緯37.459608度 西経122.106412度座標: 北緯37度27分35秒 西経122度06分23秒 / 北緯37.459608度 西経122.106412度に位置している。保護区は元ヨットハーバー地区、パロアルト空港、自治体のゴルフコース、鴨池および公共のピクニックエリア、ベイランズ・アスレチック・センター、セイリング・ステーション、ルーシー・エヴァンズ・ベイランズ自然教育センター、ハリエット・マンディ湿地およびパロアルト調整池からなっている。調整池はアドビ川とマタデロ川を境とし、パロアルト低部が洪水になった時に水を蓄えられるように海水面から二、三フィート低くなるように管理されている。ベイランズの北西側の端はサン・フランシスキート川をこえて広がっているが、この川はかつてヨットクラブがあった場所でサンフランシスコ湾に流れ込んでいた。1920年代後半に、サン・フランシスキート川を北向きに鋭く曲げて1km弱ほど流れてから、湾に注ぎ込む前に北東に向きを変えて、それまでの河口からずらすための堤防が構築された。かつてのヨットクラブの浚渫による土砂で、パロアルト空港と自治体のゴルフコースを作るために湿地が埋め立てられた。2004年まで、パロアルト・ゴルフコースやパロアルト空港といった埋め立て地域によって干潟の面積は1.42平方キロメートル (350エーカー)にまで縮小した。

## 来歴
ベイランズのビクスビー・パーク・ヒルズ地区は、1906年から1941年までパロアルトの土木技師だったジョン・フレッチャー・ビクスビーJr.にちなんで名付けられた。ビクスビーはパロアルト高校の一期卒業生の一人だった。スタンフォード大学で、パロアルト市の公共事業システムの創設者であるC.D.マークスの下で学び、1902年に土木工学の学士号を取得した。当初は土木技師補を拝命したが、1906年に土木技師に昇格した。
ルーシー・エヴァンズは1929年にスタンフォード大学を卒業し、23年間に渡ってメイフィールド校で教鞭をとった。ベイランドの保護のために戦い、「ベイランズ・ルーシー」と呼ばれるまでになった。1978年に突然死した。ベイランズ自然教育センターは、1978年12月にエヴァンズを記念して改名された。
ハリエット・マンディ湿地はルーシー・エヴァンス自然教育センターからサンズポイントまで広がり、1982年10月23日に市議会にパロアルト・ベイランズを商業および工業用に開発する3000万ドルの民間提案を中止させることになる請願書を回覧したハリエット・マンディを称えて名付けられた。
エミリー・レンゼル湿地修復プロジェクトはカリフォルニア沿岸管理委員会からの100万ドルの助成金を利用して湿地の塩性湿地部分を湾の水で強化し、新しい15エーカーの淡水池を造成して1992年に完了した。淡水池は、近くのパロアルト地域水質管理プラントから汲み上げられた再生水を使用しており、パロアルトの湾岸地域を保護および保護するための20年以上にわたりたゆまぬ努力を払った元市議会議員のエミリー・レンゼルにちなんで名付けらた。

## 環境
ベイランズは多種の植物種や、近危急種のニシオニクイナや絶滅危惧種のサワカヤマウスなどを含む動物種の生息地となっている。数組のハイイロギツネ（Urocyon cinereoargenteus）の番が、ピューマ（Puma concolor）などの大型肉食獣から比較的安全なことから住み着いている。

## リクリエーション

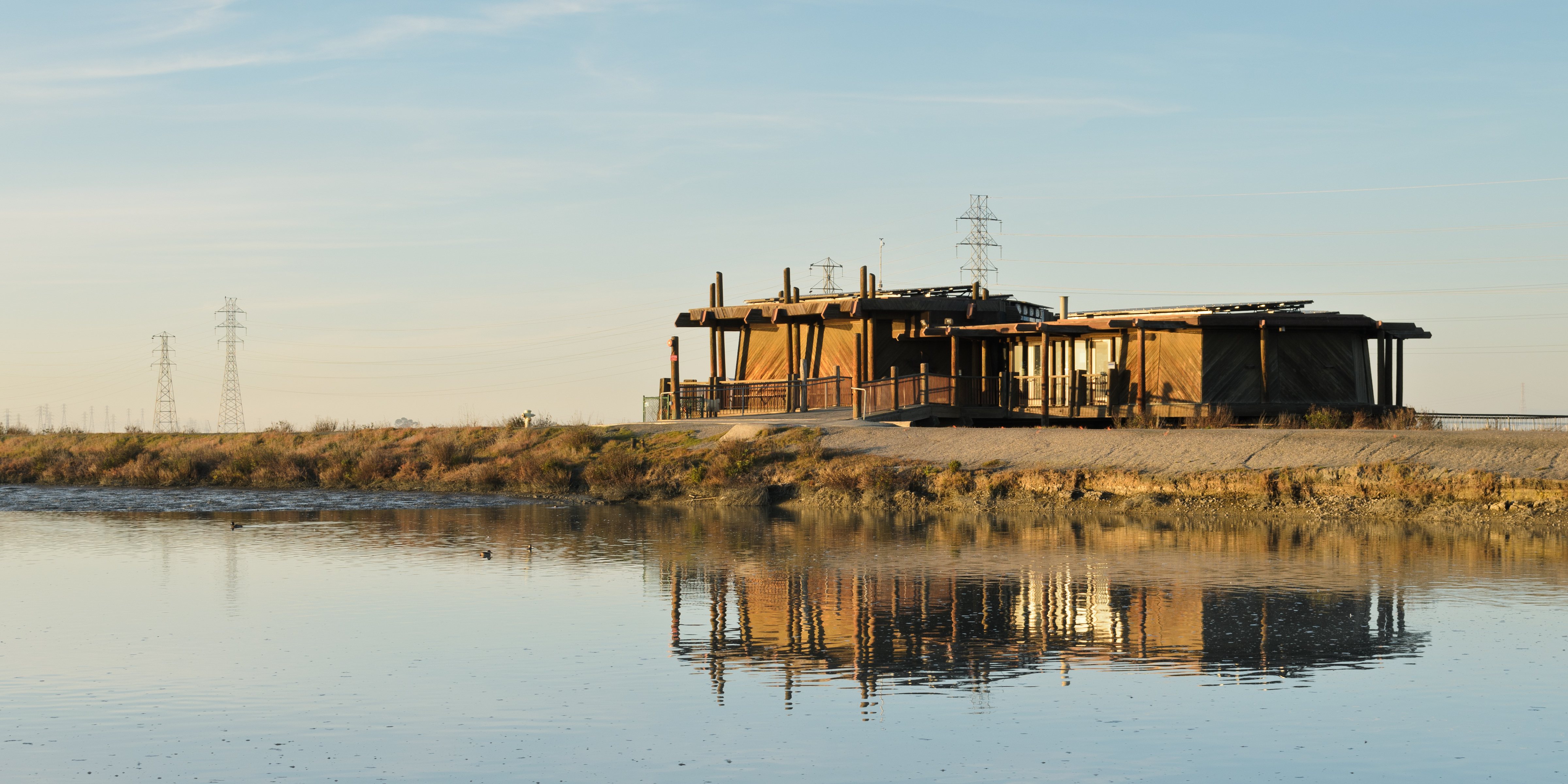
ルーシー・エヴァンズ自然教育センター

保護区には延長24 kmの多目的の小道が伸び、ルーシー・エヴァンズ自然教育センター、パロアルト・ダックポンド（元々は公共の水泳プールとして作られた）およびベイランズ・アスレチック・センターに野球場とソフトボール場がある。
ルーシー・エヴァンズ自然教育センターは塩性湿地の端の盛り土の上に建てられている。
木道は湿地帯を横切って400 m進み、開けた水面とサンフランシスコ湾のパノラマを眺めることができる。2017年に教育センターが、2019年に木道が改修された。